# Ronan Keating
Ronan Patrick John Keating (ur. 3 marca 1977 w Dublinie) – irlandzki piosenkarz popowy, kompozytor, wokalista popularnego boys bandu Boyzone, współmenedżer popowego boys bandu Westlife.

## Życiorys

### Kariera

#### Współpraca z Boyzone
W 1993 wygrał przesłuchania do nowo powstałego boys bandu Boyzone, który stworzył z Keithem Duffym, Michaelem Grahamem, Shane’em Lynchem i Stephenem Gatelym. Wydali trzy albumy studyjne: Said and Done (1995), A Different Beat (1996) i Where We Belong (1998). W 1999 ogłosili zakończenie współpracy, a Keating rozpoczął karierę solową.
W 2010 wraz z pozostałymi wokalistami reaktywował zespół Boyzone. Wydał z nimi cztery płyty: Brother (2010), BZ20 (2013), Dublin to Detroit (2014) oraz Thank You & Goodnight (2018).

#### Kariera solowa
W 1997 poprowadził finał 42. Konkursu Piosenki Eurowizji organizowanego w Dublinie. W sierpniu 2000 wydał debiutancki, solowy album studyjny, zatytułowany Ronan. Na płycie umieścił m.in. dwa przebojowe single: „When You Say Nothing At All” (umieszczony na ścieżce dźwiękowej do filmu Notting Hill z sierpnia 1999) i „Life Is a Rollercoaster”, które zajmowały pierwsze miejsca list przebojów m.in. w Wielkiej Brytanii. Album rozszedł się w nakładzie ponad 4,5 miliona egzemplarzy na całym świecie.

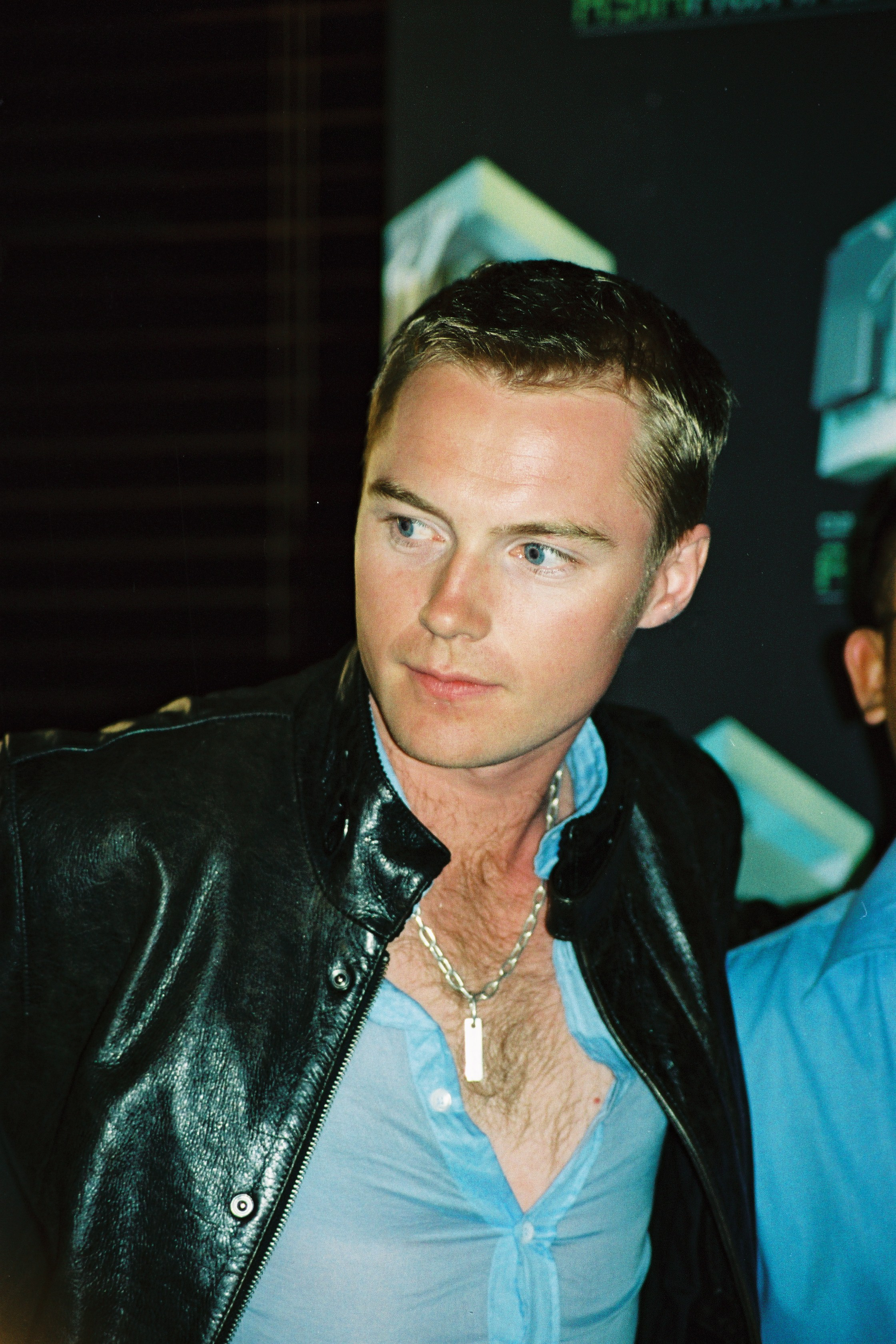
Ronan Keating, 2002

W maju 2002 wydał drugi solowy album studyjny, zatytułowany Destination. Przy większości piosenek ponownie pracował z duetem kompozytorsko-autorskim Gregg Alexander–Rick Knowles (znanym z grupy The New Radicals). Po sukcesie albumu zajął się pisaniem utworów na trzeci krążek. Powstawały one w rodzinnym Dublinie, a kiedy były już gotowe, sesje nagraniowe odbyły się w Londynie i Los Angeles. Płyta, zatytułowana Turn It On, ukazała się w listopadzie 2003.
W 2004 obchodził 10-lecie swojej scenicznej działalności. Z tego powodu jesienią ukazał się album kompilacyjny 10 Years of Hits (Best of...), zawierający wszystkie jego utwory, które ukazały się w latach 1999–2004, a także premierą piosenkę „I Hope You Dance”. Dwa lata po nagraniu 10 Years of Hits Keating przygotował piąty album studyjny, zatytułowany Bring You Home. Na płycie znalazły się m.in. singiel „All Over Again” z Kate Rusby (tylko w Wielkiej Brytanii), a także jego interpretacja piosenki „Iris” zespołu Goo Goo Dolls.
Od 2006 wydał siedem kolejnych albumów: Bring You Home (2006), Songs for My Mother (2009), Winter Songs (2009), Duet (2010), When Ronan Met Burt (2011), Fires (2012) i Time of My Life (2016).
W 2023 roku został jednym z trenerów programu The Voice of Germany, jednakże w kolejnym sezonie przestał pełnić tę funkcję.

### Życie prywatne
30 kwietnia 1998 ożenił się z Yvonne. Ma z nią trójkę dzieci: Jacka (ur. 1999), Marie „Missy” (ur. 2001) i Ali Jo (ur. 2005).

## Dyskografia

### Albumy studyjne
- Ronan (2000)
- Destination (2002)
- Turn It On (2003)
- Bring You Home (2006)
- Songs for My Mother (2009)
- Winter Songs (2009)
- Duet (2010)
- When Ronan Met Burt (2011)
- Fires (2012)
- Time of My Life (2016)